# Балка Терсянська
Балка Терсянська — ландшафтний заказник місцевого значення. Об'єкт розташований на території Новомиколаївського району Запорізької області, Терсянська сільська рада, в межах полів №5, 6, 11 сівообігу №2.
Площа — 20 га, статус отриманий у 1993 році.